# Đóng đinh với một thầy cúng (Bosch)
Đóng đinh với một thầy cúng là một bức tranh của Hieronymus Bosch, được cho là vẽ từ năm 1480 đến năm 1485. Hiện tác phẩm đang được trưng bày tại Bảo tàng Mỹ thuật Hoàng gia Bỉ, Bruxelles.